# メディアファクトリー
メディアファクトリー（MEDIA FACTORY）は、日本の出版社・株式会社KADOKAWAのブランドの1つ。雑誌や書籍の出版の他、トレーディングフィギュアなど玩具の製作も行っている。また映像ソフトの内、アニメを製作委員会に参加する形で多数製作している他、近年は往年のアニメ・子供向け教育番組をパッケージソフト化することに力を注いでいる。
かつてはポケモンを始めとするトレーディングカードゲーム、テレビゲームソフト、劇場版・機内上映作品の製作も行っていたことでも知られていたが、既に他社譲渡や事業撤退している。
後述の通りリクルートグループの書籍出版部門として設立された経緯から、リクルートの雑誌に掲載された連載漫画や、同社初の娯楽雑誌で、1994年に創刊された文芸雑誌『ダ・ヴィンチ』は、単行本を受託出版する形式を採っていた。1998年5月にリクルートから3誌（ダ・ヴィンチ、じゅげむ、ザッピィ）あり、本業から大きく逸れた娯楽雑誌部門を編集部ごと譲受したのを機にサブカルチャー系統の漫画雑誌を立ち上げるようになり、リクルートの雑誌から漫画作品の連載を取りやめ、当社の漫画雑誌に移籍する形式を採られた。
本項では、当ブランドの前身となる株式会社メディアファクトリー及び同社が吸収合併されて発足したKADOKAWA・メディアファクトリーブランドカンパニーについても解説する。

## 歴史

### 株式会社メディアファクトリー
1986年（昭和61年）12月1日、株式会社リクルートの書籍出版部門より株式会社リクルート出版として分離・独立。
1991年（平成3年）4月1日、株式会社メディアファクトリー（MEDIA FACTORY,INC.）に社名変更。
1997年（平成9年）、リクルートのエンターテインメント領域グループ企業再編に伴い株式会社ミュージックマイン（旧社）を吸収合併。
1998年（平成10年）、パイオニアLDC（現・NBCユニバーサル・エンターテイメントジャパン）と合弁でレコードレーベル「factoryorumok」を立ち上げたが、後に提携を解消している。
1999年（平成11年）8月、YOSHIKIと共同出資で株式会社エクスタシー・ジャパンを設立。
1999年（平成11年）12月、流通部門を株式会社クロス・エンタテインメント・ディストリビューションに分社化。2002年10月株式会社クロス・エンタテインメント・ディストリビューションと合併。
2001年（平成13年）7月、ミュージックマイン事業部を株式会社セブンティ・ドラムスに譲渡。同時に株式会社セブンティ・ドラムス（株式譲渡完了後、株式会社ミュージックマインに商号変更）と株式会社ミュージックマイン・アイディーの株式を株式会社アーティストハウスに譲渡。
2011年（平成23年）、角川グループホールディングス（現在のKADOKAWA）が株式会社リクルートより80億円で買収し、11月15日付で完全子会社化した。それに伴い、登記上の本店住所を、東京都中央区銀座8丁目4番17号にあるリクルートGINZA8ビルから渋谷のNBF渋谷イーストへ移転。
元代表取締役社長の芳原世幸はリクルート時代にカーセンサーの創刊編集長、エイビーロード、ゼクシィの編集長を務めていた。

### 株式会社KADOKAWA メディアファクトリー
2013年（平成25年）10月1日、KADOKAWAに吸収合併され、ブランドカンパニーとなった。また、2015年3月には事業所を渋谷からKADOKAWAグループの本拠地である富士見に移している。
映像事業およびキャラクターグッズ事業において、前者の場合は主にメディアファクトリーブランドとしてKADOKAWAが製作に関わったアニメ作品の映像ソフト（BD/DVD）の発売・販売を「KADOKAWA メディアファクトリー」名義で行っている。ただし、旧メディアファクトリーおよび現在のメディアファクトリーブランドのKADOKAWA作品のインターネット配信のうち、特にブランド別ソートを採用しているバンダイチャンネルにおける提供元の名義は、他のブランドカンパニー（角川書店、アスキー・メディアワークス、エンターブレインなど）が関わった作品のようにドコモ・アニメストアに一本化されておらず、メディアファクトリーのまま通している。後者もKADOKAWAの子会社であるキャラアニと一部重複・競合する事業内容ではあるものの、同様に継続している。
また、製品のCMの最後に挿入されるサウンドロゴも、旧メディアファクトリー時代（2代目）の物が継続して使われていたが、2014年作品からは新KADOKAWA時代の物を使用している。
この頃は怪談誌の編集が角川書店ブランドカンパニー（当時）に変更されたり、メディアファクトリー新書が角川新書に吸収されている。
2015年4月にブランドカンパニー制が廃止。メディアファクトリーはブランドとして辛うじて残るものの、これ以降、更にKADOKAWA色が強まる。メディアファクトリーが販売する映像ソフトや所属アーティストのCMでは画面上部にMFのロゴが表示されていたが、2016年1月に鈴木このみがリリースした『Beat your Heart』を最後に消滅。以後はKADOKAWAのロゴが表示されている。また、株式会社メディアファクトリー時代から製作・配布してきたアニメのパンフレット『メディファクマガジン（MEDIA FACTORY MAGAZINE）』も2016年を以って終了し、2017年以降は『KADOKAWAアニメマガジン』を製作・配布している。
YouTubeチャンネル「メディアファクトリーTV」も「KADOKAWAanime」へ統合されつつあり、2017年10月以降は不定期で更新されている。
2021年8月17日、KADOKAWAオフィシャルサイト内のメディアファクトリーのブランドページが閉鎖。

## 主な雑誌・書籍
- ダ・ヴィンチ（総合文芸誌）
- MF文庫J（ライトノベルレーベル）
  - 陰からマモル!（2006年アニメ放送）
  - 神様家族（同）
  - ゼロの使い魔（2006年、2007年、2008年、2012年アニメ放送）
  - かのこん（2008年アニメ放送）
  - けんぷファー（2009年、2011年アニメ放送）
  - 聖剣の刀鍛冶（2009年アニメ放送）
  - あそびにいくヨ!（2010年アニメ放送）
  - えむえむっ!（同）
  - IS 〈インフィニット・ストラトス〉（2011年アニメ放送）[注 1]
  - 緋弾のアリア（同）
  - まよチキ!（同）
  - 僕は友達が少ない（2011年、2013年アニメ放送、2014年実写映画上映）
  - この中に1人、妹がいる!（2012年アニメ放送）
  - お兄ちゃんだけど愛さえあれば関係ないよねっ（同）
  - 変態王子と笑わない猫。（2013年アニメ放送）
  - 機巧少女は傷つかない（同）
  - 魔法戦争（2014年アニメ放送）
  - 星刻の竜騎士（同）
  - 精霊使いの剣舞（同）
  - 魔弾の王と戦姫（同）
  - ノーゲーム・ノーライフ（2014年アニメ放送、2017年劇場アニメ上映）
  - アブソリュート・デュオ（2015年アニメ放送）
  - ミカグラ学園組曲（同）
  - 学戦都市アスタリスク（2015年、2016年アニメ放送）
  - Re:ゼロから始める異世界生活（2016年、2020年、2021年、2024年アニメ放送、2018年、2019年劇場アニメ上映）
  - ようこそ実力至上主義の教室へ（2017年、2022年、2024年アニメ放送）
  - 可愛ければ変態でも好きになってくれますか?（2019年アニメ放送）
  - 究極進化したフルダイブRPGが現実よりもクソゲーだったら（2021年アニメ放送）
  - ぼくたちのリメイク（同）
  - 探偵はもう、死んでいる。（同）
  - ライアー・ライアー（2023年アニメ放送）
  - 佐々木とピーちゃん（2024年アニメ放送）
  - 神は遊戯に飢えている。（同）
  - 義妹生活（同）
  - なぜ僕の世界を誰も覚えていないのか?（同）
- コミックフラッパー（毎月5日発売）
  - ふたつのスピカ（2003年アニメ放送、2009年ドラマ放送）
  - 二十面相の娘（2008年アニメ放送）
  - ダンス イン ザ ヴァンパイアバンド（2010年アニメ放送）
  - 殿といっしょ（2010年、2011年アニメ放送）
  - BRAVE10（2012年アニメ放送）
  - となりの関くん（2014年アニメ放送）
  - デンキ街の本屋さん（同）
  - くまみこ（2016年アニメ放送）
  - 将棋めし（2017年ドラマ放送）
  - ちおちゃんの通学路（2018年アニメ放送）
  - ヒモメン（2018年ドラマ放送）
  - 初情事まであと1時間（2021年ドラマ放送）
  - このヒーラー、めんどくさい（2022年アニメ放送）
  - 対ありでした。 〜お嬢さまは格闘ゲームなんてしない〜（2023年ドラマ放送）
  - 僕の妻は感情がない（2024年アニメ放送）
- 月刊コミックアライブ（毎月27日発売）
  - まりあ†ほりっく（2009年、2011年アニメ放送）
  - ささめきこと（2009年アニメ放送）
  - 断裁分離のクライムエッジ（2013年アニメ放送）
  - のんのんびより（2013年、2015年、2021年アニメ放送、2018年劇場アニメ上映）
  - ディーふらぐ!（2014年アニメ放送）
  - タブー・タトゥー（2016年アニメ放送）
- 月刊コミックジーン（毎月15日発売）
  - オレん家のフロ事情（2014年アニメ放送）
  - SERVAMP-サーヴァンプ-（2016年アニメ放送）
  - ニーチェ先生（2016年ドラマ放送）
  - 恋するシロクマ（2017年アニメ映画上映）
  - あっくんとカノジョ（2018年アニメ放送）
  - ぼくのとなりに暗黒破壊神がいます。（2020年アニメ放送）
  - 殺し愛（2022年アニメ放送）
  - 錆色のアーマ-黎明-（2022年アニメ放送）
- ジーンピクシブ（ピクシブと提携したウェブコミック配信サイト）
  - ガイコツ書店員 本田さん（2018年アニメ放送）
  - ナカノヒトゲノム【実況中】（2019年アニメ放送）
  - アフリカのサラリーマン（同）
  - 映画大好きポンポさん（2021年アニメ映画上映）
  - 佐々木と宮野（2022年アニメ放送、2023年アニメ映画上映）
  - みなと商事コインランドリー（2022年、2023年ドラマ放送）
  - 君には届かない。（2023年ドラマ放送）
  - 佐原先生と土岐くん（同）
- ジーンLINE（LINEマンガと提携したウェブコミック配信サイト）
  - マイ ベイカー（2020年ドラマ放送）
  - 村井の恋（2022年ドラマ放送、2024年アニメ放送）
  - ブラザー・トラップ（2023年ドラマ放送）
- コミックキューン（毎月27日発売）
  - パンでPeace!（2016年アニメ放送）
  - にゃんこデイズ（2017年アニメ放送）
  - ひなこのーと（同）
  - ありすorありす（2018年アニメ放送）
  - となりの吸血鬼さん（同）
- MFブックス（フロンティアワークスと共同）
  - 盾の勇者の成り上がり（2019年、2022年、2023年アニメ放送）
  - 八男って、それはないでしょう!（2020年、2021年アニメ放送）
  - 無職転生 〜異世界行ったら本気だす〜（2021年、2023年、2024年アニメ放送）
  - 異世界薬局（2022年アニメ放送）
  - 人間不信の冒険者たちが世界を救うようです（2023年アニメ放送）
  - 治癒魔法の間違った使い方 〜戦場を駆ける回復要員〜（2024年アニメ放送）
  - 魔導具師ダリヤはうつむかない（同）
- コミックエッセイ劇場（コミックエッセイ専門のウェブコミック配信サイト）
- フルール（ウェブ小説サイト）
  - COMICフルール（エロBL専門のウェブコミック配信サイト）
- 空想科学読本（改訂版・文庫版・新装版）
- セイシュンの食卓（リクルート出版時代の代表作。1989年アニメ放送）
- ショムニ（版元が講談社から移った）
- 寺沢武一作品（版元が集英社から移った）

## 休廃刊・移行した雑誌・書籍
- ダ・ヴィンチブックス
- MF文庫ダ・ヴィンチ
- ザッピィ（リクルートから譲受の音楽雑誌） - 2003年当時の1か月の平均発行部数は23万部[11]。
- じゅげむ（リクルートから譲受のゲーム雑誌）
- コミックアルファ
- コミックファクトリー
- コミックキュット
- NOVEL 0[注 2]
- L-エンタメ小説[注 2]
- フルール文庫
- 幽ブックス - 2014年10月以降、新刊の編集は角川書店が担当。
- 幽（怪談専門誌　6月・12月の年2回発売） - 2014年10月以降、新刊の編集は角川書店が担当。
- Mei（冥）（女性向け怪談文芸誌　4月・10月の年2回発売） - 2014年10月以降、新刊の編集は角川書店が担当。
- メディアファクトリー新書（2015年2月に他の角川系新書レーベルと共に角川新書に統一）
- ポケットモンスター（『ビクティニと黒き英雄 ゼクロム・白き英雄 レシラム』まで劇場版アニメ製作委員会に参加。）
- 新耳袋（全10巻の実話怪談集。怖い日曜日、怪談新耳袋としてドラマ化、映画化され世界展開）
- UBUDAS（小泉チルドレン83会の自己PR本）
- コミック三国志マガジン（奇数月28日発売、その後ウェブコミック誌へ移行）
- コミックヒストリア（コミック三国志マガジンの後継誌。2011年5月以降配信終了）
- あたしンち（IPがシンエイ動画へと移行するのに伴い、新作は朝日新聞出版に移籍された）

## コンピュータゲーム
- ウィザードリィI・II・III ストーリーオブリルガミン（1999年 スーパーファミコンニンテンドウパワー書き換え専用
- カルドセプトシリーズ（PlayStation版とドリームキャスト版のみ）
  - カルドセプト セプターズギルド VOL．1（1999年）PlayStation
  - カルドセプト セプターズギルド VOL．2（1999年）PlayStation
  - カルドセプト エキスパンション （1999年）PlayStation
  - カルドセプト セカンド（2001年）ドリームキャスト
- Bビーダマン爆外伝〜ビクトリーへの道〜（1999年）ゲームボーイカラー
  - Bビーダマン爆外伝V　ファイナルメガチューン（2000年）ゲームボーイカラー
- コラムスGB　手塚治虫キャラクターズ（1999年）ゲームボーイカラー
- ぞくぞくヒーローズ（2000年）ゲームボーイカラー
- サクラ大戦GB 檄・花組入隊! ゲームボーイカラー
  - ポケットサクラ（2000年）
- ケロケロキング（2000年）PlayStation
- 天空のレストラン（2000年）PlayStation
  - 天空のレストラン ハロープロジェクトヴァージョン[12] （2001年）PlayStation
- スーパーロボットピンボール（2001年）ゲームボーイカラー
- アニマスターGB（2001年）ゲームボーイカラー
- DT Lords of Genomes（2001年）ゲームボーイ
  - DT Lords of Genomes（2001年）ゲームボーイカラー
- ダービースタリオン64（2001年）NINTENDO 64
- 北方謙三 三国志（2001年）PlayStation 2
- 五分後の世界（2001年）PlayStation 2
- 街ingメーカー（2001年）PlayStation 2
- 霊刻 池田貴族心霊研究所（2000年）PlayStation
- エンエンエンジェル（2001年）PlayStation
- どうぶつの森+カードe オフィシャルコレクションファイル（2002年）ゲーム
- ポケモンカードゲームDP エントリーパック'08（2007年）マルチタイプ
- 5人の恋プリンス〜ヒミツの契約結婚〜（2013年）iOS
  - 5人の恋プリンス〜ヒミツの契約結婚〜（2014年）Android

## トレーディングカード
- ポケモンカードゲーム - 後に株式会社ポケモンへ販売元が移行
- 真・女神転生 デビルチルドレンシリーズ - トレーディングカードゲームの製作。また、一部作品でスポンサーとして名を列ねていたこともある
- 真・女神転生カードゲーム
- 蒼天の拳カードコレクション
- アンジュ・ヴィエルジュ

## 音楽レーベル
現在はKADOKAWAレーベルに統一されており、MEDIA FACTORYレーベルの音楽ソフトは発売されていない。かつては、レーベル所属アーティストのマネジメント業務を行っていたが、現在は行っていない。
- KADOKAWA（品番はZMCZ、旧MEDIA FACTORY）

### 廃止された音楽レーベル
- ピカチュウレコード（初期品番はTG、一部販売受託先は日本コロムビア。1999年以降の品番はZMCP/ZMDP）
- factoryorumok（品番はFOCX） - パイオニアLDCと合弁のレーベル。
- エクスタシー・ジャパン - YOSHIKIと共同出資のレーベル。
- サブライムレコーズ（品番はMKCS） - ミュージックマイン事業部のレーベル。販売受託先は日本クラウン。
- ZK Records（品番はMKCZ） - ミュージックマイン事業部のレーベル。販売受託先は日本クラウン。
- Less Than TV（品番はMKCZ） - ミュージックマイン事業部のレーベル。販売受託先は日本クラウン。
- Mary Joy Recordings（品番はMKCM） - ミュージックマイン事業部のレーベル。販売受託先は日本クラウン。
- Comma（品番はMKCC） - ミュージックマイン事業部のレーベル。販売受託先は日本クラウン。
- FABTONE RECORDS（品番はFABC） - ロック・レーベル。レーベル担当の寿福知之がKADOKAWA退社後、株式会社FABTONE【ファブトーン】を設立し、レーベル共に独立[14]
- GOONTRAX（品番はGTXC、一部品番はCRESC） - 現在は株式会社FABTONEのヒップホップレーベル。
- RADTONE MUSIC（品番はRADC） - 現在は株式会社FABTONEのパンクレーベル。
- CLUSTER SOUNDS（品番はCSMC） - 現在は株式会社FABTONEのレーベル。ダンスミュージック（EDM・エレクトロ・テクノ・ハウス）のレーベル。
- Mono Creation（品番はMCCK） - CASIOとの音楽分野での協業により設立されたレーベル[15]。現在の販売受託先は株式会社FABTONE。
- XTAL Records（品番はXTAC）
- OHANA MUSIC JAPAN（品番はOMJP） - ハワイアンミュージックのレーベル。
- Urban Linx Records（品番はULRC）
- PANGEA CREATION（品番はPNGP）

### 販売受託レーベル
- フロンティアワークス（品番はMFCZ）

### 過去に販売を受託していたレーベル
- 5pb.Records（2008年以降の品番はFVCG） - 2017年自社販売に移行。現在は株式会社MAGES.のレーベル。
- B.A.D RECORDS UNITED - 受託先を株式会社スペースエイジに変更。
- LOVE×TRAX（品番はLXCH）

### 所属アーティスト
- 伊東歌詞太郎（CONNEXTONEにも所属）
- OxT（ポニーキャニオンにも所属）
- sajou no hana（ワーナー・ブラザース ホームエンターテイメントにも所属）
- 鈴木このみ
- 前島麻由（MYTH & ROIDの旧メンバー、2019年4月に前島麻由名義でソロデビュー、2020年にワーナーミュージック・ジャパンから移籍）
- MYTH & ROID
- BAD TOWN REVERSAL
- ルミナスウィッチーズ

### 過去に所属していたアーティスト
- あきよしふみえ
- 安月名莉子
- アーバンギャルド
- 井口裕香
- 宇野剛史
- 江崎とし子
- オーイシマサヨシ
- 大倉明日香（2017年にASCAとしてSACRA MUSICより再始動した）
- 奥井亜紀
- GARDEN
- カナメとハルキー
- QUADRANGLE
- Q'ulle（エイベックスへ移籍）
- 小林愛香（2020年にトイズファクトリーへ移籍）
- 小林ゆう
- sacra
- saya
- 末光篤
- Still caravan
- 田村直美
- Dragon Guardian
- nonoc
- 花谷麻妃
- 花たん
- 原田ひとみ
- HEAD PHONES PRESIDENT
- ボンジュール鈴木
- 松本梨香（2012年にピカチュウレコードのレーベルが消滅したため離脱）
- MADOKA.
- メイリア

## アニメ
株式会社メディアファクトリー、KADOKAWA・メディアファクトリーBC、KADOKAWA（メディアファクトリーブランド）がパッケージソフト化した作品や、アニメ製作に参加した作品を挙げる。2015年以降、KADOKAWA名義でパッケージソフト化を行っているが、現在もパッケージには「MEDIA FACTORY」のロゴが使用されている（発売元がフロンティアワークス、ショウゲートなどの受託商品は除く）。

### あ行
- i-wish you were here-
- アイドルマスター シンデレラガールズ劇場シリーズ
- 青い花
- 赤ちゃんと僕
- アカネマニアックス
- アクエリオンEVOL
- アクエリオンロゴス
- 悪役令嬢レベル99 〜私は裏ボスですが魔王ではありません〜
- 朝まで授業chu!
- あそびあそばせ
- あそびにいくヨ!
- アタゴオルは猫の森
- あっくんとカノジョ
- アブソリュート・デュオ
- アフリカのサラリーマン
- AYAKASHI
- ARIAシリーズ
- ありすorありす
- アリスとテレスのまぼろし工場
- RPG不動産
- ある魔女が死ぬまで
- アレクサンダー戦記
- アンジュ・ヴィエルジュ
- 池袋ウエストゲートパーク
- 異国迷路のクロワーゼ The Animation
- 異種族レビュアーズ
- 異修羅シリーズ
- 異世界おじさん
- 異世界かるてっとシリーズ
- 異世界失格
- 異世界チート魔術師
- 異世界でチート能力を手にした俺は、現実世界をも無双する〜レベルアップは人生を変えた〜シリーズ
- 異世界迷宮でハーレムを
- いちばんうしろの大魔王
- 一騎当千シリーズ
- イナズマイレブンシリーズ
- IS 〈インフィニット・ストラトス〉
- VALKYRIE DRIVE -MERMAID-
- ヴァンドレッド
- うさるさん。
- うちのメイドがウザすぎる!
- えむえむっ!
- オーバーロードシリーズ
- おおかみかくし
- オオカミさんと七人の仲間たち
- 奥さまは魔法少女
- 幼なじみが絶対に負けないラブコメ
- おしえて! ギャル子ちゃん
- 【推しの子】シリーズ
- おちこぼれフルーツタルト
- おでかけ子ザメシリーズ
- 乙女ゲー世界はモブに厳しい世界ですシリーズ
- 乙女はお姉さまに恋してる〜2人のエルダー〜
- お兄ちゃんだけど愛さえあれば関係ないよねっ
- 俺たちに翼はない
- オレん家のフロ事情

### か行
- 怪異と乙女と神隠し
- ガイコツ書店員 本田さん
- 回復術士のやり直し
- ガヴリールドロップアウト
- CHAOS;CHILD
- 学戦都市アスタリスク
- 陰の実力者になりたくて!シリーズ
- かのこん
- GAD GUARD
- 彼方のアストラ
- 歌舞伎町シャーロック
- 神々の悪戯
- 神様ドォルズ
- かみさまみならい ヒミツのここたま
- 鴨乃橋ロンの禁断推理シリーズ
- カラオケ行こ!
- ガラスの仮面
- 可愛いだけじゃない式守さん
- 巌窟王
- 神田川JET GIRLS
- GUNSLINGER GIRLシリーズ
- 君が望む永遠
- Gift 〜ギフト〜 eternal rainbow
- 逆転世界ノ電池少女
- 究極進化したフルダイブRPGが現実よりもクソゲーだったら
- キューティクル探偵因幡
- 銀色の髪のアギト
- きんいろモザイクシリーズ
- クイーンズブレイドシリーズ
- 繰繰れ! コックリさん
- くじびきアンバランスシリーズ
- グッバイ、ドン・グリーズ!
- くまクマ熊ベアーシリーズ
- くまみこ
- 蜘蛛ですが、なにか?
- KURAU Phantom Memory
- クレバテス-魔獣の王と赤子と屍の勇者-
- 劇場版アクエリオン
- 劇場版3D あたしンち 情熱のちょ〜超能力♪ 母 大暴走!
- 月刊少女野崎くん
- げんしけんシリーズ
- 健全ロボ ダイミダラー
- Code:Realize 〜創世の姫君〜
- コープスパーティー Tortured Souls -暴虐された魂の呪叫-
- こいけん! 〜私たちアニメになっちゃった!〜
- 恋する小惑星
- 恋するシロクマ
- 恋する天使アンジェリークシリーズ
- 恋は双子で割り切れない
- 幸腹グラフィティ
- 攻略うぉんてっど!〜異世界救います!?〜
- この青空に約束を― 〜ようこそつぐみ寮へ〜
- この中に1人、妹がいる!
- このはな綺譚
- このヒーラー、めんどくさい
- CONCEPTION
- ＃コンパス2.0 戦闘摂理解析システム

### さ行
- SERVAMP-サーヴァンプ-
- 最近、妹のようすがちょっとおかしいんだが。
- 最弱無敗の神装機竜
- Sci-Fi HARRY
- 最遊記RELOAD BLAST
- さくら荘のペットな彼女
- ささめきこと
- ざつ旅-That's Journey-
- さらい屋 五葉
- じいさんばあさん若返る
- 紫雲寺家の子供たち
- J9シリーズ
- シャイニング・ティアーズ・クロス・ウィンド
- 社長、バトルの時間です!
- シュヴァリエ 〜Le Chevalier D'Eon〜
- 獣神演武 -HERO TALES-
- 終末トレインどこへいく?
- 祝福のカンパネラ
- 少年アシベ GO! GO! ゴマちゃん
- STEINS;GATE
- 少女終末旅行
- ジョーカー・ゲーム
- 女子高生の無駄づかい
- 白猫プロジェクト ZERO CHRONICLE
- 新あたしンち
- 慎重勇者〜この勇者が俺TUEEEくせに慎重すぎる〜
- 真の仲間じゃないと勇者のパーティーを追い出されたので、辺境でスローライフすることにしましたシリーズ
- 新米錬金術師の店舗経営
- スクールランブルシリーズ
- スケッチブック 〜full color's〜
- すすめ！キッチン戦隊クックルン
- ステラのまほう
- ストロベリー・パニック
- スパイ教室シリーズ
- 住めば都のコスモス荘 すっとこ大戦ドッコイダー
- スローループ
- 聖剣使いの禁呪詠唱
- 聖剣の刀鍛冶
- 星刻の竜騎士
- 精霊使いの剣舞
- 世界最高の暗殺者、異世界貴族に転生するシリーズ
- 世界の終わりに柴犬と
- 石膏ボーイズ
- 世話やきキツネの仙狐さん
- SELECTION PROJECT
- ゼロの使い魔シリーズ
- 千銃士
- 戦隊レッド 異世界で冒険者になる
- 閃乱カグラ
- 創聖のアクエリオン
- 創星のアクエリオン
- 創勢のアクエリオンEVOL
- ソウルイーター
- ソウルイーターノット!
- 宇宙よりも遠い場所

### た行
- ダイバージェンス・イヴ
- 黄昏乙女×アムネジア
- 多田くんは恋をしない
- タブー・タトゥー
- タユタマ -Kiss on my Deity-
- 断裁分離のクライムエッジ
- ダンジョン飯
- ダンス イン ザ ヴァンパイアバンド
- ダンベル何キロ持てる?
- 超次元ゲイム ネプテューヌ
- 超重神グラヴィオン
- ちょこッとSister
- ちおちゃんの通学路
- つくもがみ貸します
- つよきす Cool×Sweet
- DIABOLIK LOVERS MORE,BLOOD
- Deep Insanity THE LOST CHILD
- ディーふらぐ!
- デカダンス
- Di Gi Charat 星の旅
- Devil May Cry
- 転生王女と天才令嬢の魔法革命
- 天罰エンジェルラビィ☆
- デンキ街の本屋さん
- 伝説の勇者の伝説
- TOKKO 特公
- ドージンワーク
- 刀使ノ巫女シリーズ
- となりの吸血鬼さん
- となりの関くん
- 殿といっしょシリーズ
- トリリオンゲーム

### な行
- ナカノヒトゲノム【実況中】
- ナジカ電撃作戦
- 成恵の世界
- 二十面相の娘
- にゃんこデイズ
- NEW GAME!シリーズ
- New PANTY & STOCKING with GARTERBELT
- ぬきたし THE ANIMATION
- ネガポジアングラー
- のうりん
- ノエイン もうひとりの君へ
- ノーゲーム・ノーライフシリーズ
- ノブナガ・ザ・フール
- のんのんびよりシリーズ

### は行
- HIGH CARDシリーズ
- ハイスクールD×Dシリーズ
- ハイスクール・フリートシリーズ
- Hybrid Child
- バカとテストと召喚獣シリーズ
- ハクメイとミコチ
- はぐれ勇者の鬼畜美学
- ハコヅメ〜交番女子の逆襲〜
- バスカッシュ!
- 八男って、それはないでしょう!
- はなかっぱシリーズ
- はぴねす!
- 爆裂天使
- はるかなレシーブ
- ハンドシェイカー
- パンでPeace!
- PandoraHearts
- BEATLESS
- 緋弾のアリアシリーズ
- PEACE MAKER 鐵 前篇〜想道〜 / 後篇～友命～
- ひとひら
- ひなこのーと
- ヒナまつり
- B-PROJECT〜熱烈*ラブコール〜
- 百花繚乱 サムライガールズシリーズ
- ヒャッコ
- Phantom 〜Requiem for the Phantom〜
- VTuberなんだが配信切り忘れたら伝説になってた
- ぷぎゅる
- ブギーポップは笑わない
- ふたつのスピカ
- ぷちます! -プチ・アイドルマスター-シリーズ
- フードコートで、また明日。
- ぷにるんずシリーズ
- 不徳のギルド
- ブブキ・ブランキ
- フリージングシリーズ
- PRISM ARK
- プリンス・オブ・ストライド オルタナティブ
- プリンセスラバー!
- ブルバスター
- BRAVE10
- ヘタリアシリーズ
- ぺとぺとさん
- 変態王子と笑わない猫。
- 便利屋斎藤さん、異世界に行く
- 放課後ていぼう日誌
- 忘却バッテリーシリーズ
- ポケットモンスターシリーズ（4作目の、ポケットモンスターベストウィッシュのシリーズまで）
- ぼくのとなりに暗黒破壊神がいます。
- 僕は友達が少ないシリーズ
- 星を追う子ども

### ま〜わ行
- MOUSE
- まえせつ!
- まかでみ・WAっしょい!
- 魔女の旅々
- マジック・ツリーハウス
- マジック・メイカー 〜異世界魔法の作り方〜
- ましろ色シンフォニー
- 機巧少女は傷つかない
- まったく最近の探偵ときたら
- 魔弾の王と戦姫
- 魔法陣グルグル
- 魔法少女特殊戦あすか
- 魔法戦争
- まよチキ!
- まりあ†ほりっくシリーズ
- 見える子ちゃん
- ミカグラ学園組曲
- ミチコとハッチン
- 三ツ星カラーズ
- 虫かぶり姫
- 夢中さ、きみに。
- 無能なナナ
- メイクアガール
- メイドインアビスシリーズ
- 女神寮の寮母くん。
- めだかボックスシリーズ
- 陸奥圓明流外伝 修羅の刻
- 妄想科学シリーズ ワンダバスタイル
- やがて君になる
- やり直し令嬢は竜帝陛下を攻略中
- 勇者、辞めます
- 円盤皇女ワるきゅーレシリーズ
- ゆめくり
- ユリ熊嵐
- 妖怪ウォッチシリーズ
- ようこそ実力至上主義の教室へシリーズ
- 幼女戦記シリーズ
- 夜は猫といっしょシリーズ
- ラーゼフォン
- 落第騎士の英雄譚
- Re:ゼロから始める異世界生活シリーズ
- 恋愛フロップス
- 錬金3級 まじかる?ぽか〜ん
- 連盟空軍航空魔法音楽隊ルミナスウィッチーズ
- ロクでなし魔術講師と禁忌教典
- 鹿楓堂よついろ日和
- ログ・ホライズンシリーズ
- 私がモテないのはどう考えてもお前らが悪い!
- 私に天使が舞い降りた!シリーズ
- わたしの幸せな結婚シリーズ
- ワンダバスタイル

## 映画・ドラマ
- GAMERA1999
- もういちど逢いたくて 星月童話
- ジュブナイル
- 鉄甲機ミカヅキ ※製作
- アヴァロン ※製作
- EUREKA
- ちびっこ吸血鬼シリーズ
- infinity∞波の上の甲虫
- Laundry
- 青空のゆくえ
- きみにしか聞こえない
- 未来予想図 〜ア・イ・シ・テ・ルのサイン〜
- ROBO☆ROCK
- アフタースクール
- 純喫茶磯辺
- ガチバンシリーズ
- 罪とか罰とか
- ノーボーイズ,ノークライ
- クヒオ大佐 ※製作
- 蘇りの血
- ダーリンは外国人
- シーサイドモーテル
- 乱暴と待機 ※製作
- 鍵泥棒のメソッド
- きいろいゾウ
- ナオト・インティライミ冒険記 旅歌ダイアリー ※製作
- 爆心 長崎の空 ※製作
- 猫侍シリーズ
- 相続者たち
- 幼獣マメシバ 望郷篇
- ガールズ×戦士シリーズ
- BRAVE STORM ブレイブストーム

## ネットラジオ
公式サイト内でネットラジオが配信されている。